# Anne Messerschmidt

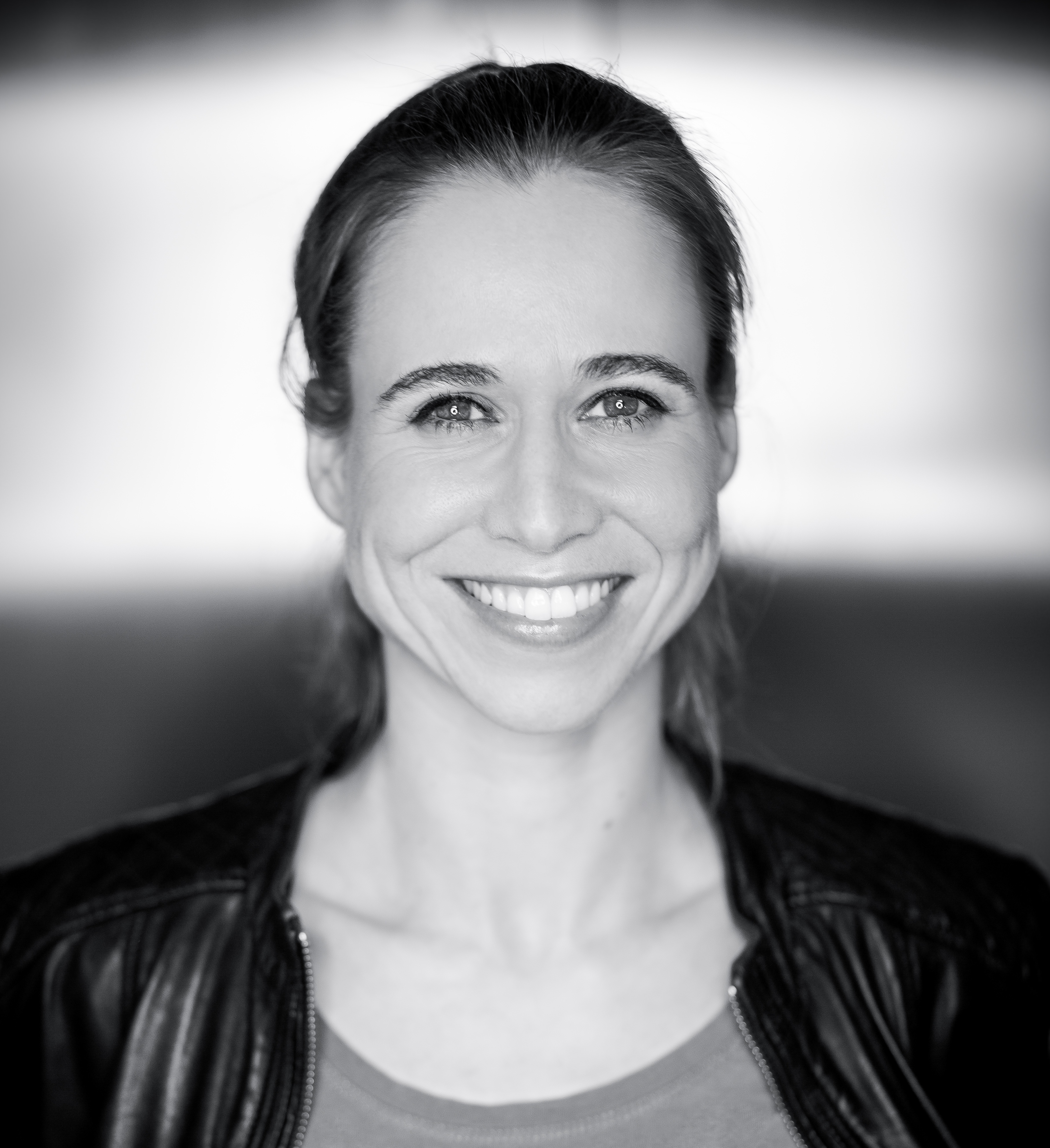
Anne Messerschmidt

Anne Messerschmidt, geb. Anne Breitfeld, (in Karl-Marx-Stadt) ist eine deutsche Schauspielerin.

## Leben
Die freiberufliche Schauspielerin lebt zusammen mit ihrem Mann und ihren zwei Söhnen in Berlin.
Schon als Kind sammelte sie verschiedene Bühnenerfahrungen an den Städtischen Bühnen Chemnitz. Im Jahr 2000 spielte sie das Gretchen in der 20Faust00 Inszenierung am Schauspielhaus Chemnitz, eine Rolle, die sie sechs Jahre später unter der Regie von Wolfram Mehring noch einmal spielte.
Nach ihrem Abitur absolvierte sie ihr Schauspielstudium an der Hochschule für Musik und Theater Rostock. Für ihre Rolle der Bianca in der Widerspenstigen Zähmung von Michael Gruner erhielt sie den Hersfeld-Preis. Des Weiteren hatte sie u. a. Engagements am Staatstheater Cottbus, am Theater Dortmund, am Volkstheater Rostock, am Theater Konstanz, an den Städtischen Bühnen Münster und ist aktuell Ensemblemitglied am Berliner Kriminal Theater.

## Auszeichnungen
- 2006: Hersfeld-Preis

## Rollen (kleine Auswahl)
- 2000: 20Faust00 (Teil I u. II) nach Johann Wolfgang von Goethe, Schauspielhaus Chemnitz – Regie: Adam Hanuszkiewicz
- 2003: Frühlings Erwachen von Frank Wedekind, Volkstheater Rostock – Regie: Mario Holetzeck
- 2005: Kabale und Liebe von Friedrich von Schiller, Staatstheater Cottbus – Regie: Martin Nimz
- 2006: Der Widerspenstigen Zähmung von William Shakespeare, Bad Hersfelder Festspiele – Regie: Michael Gruner
- 2006: Urfaust von Johann Wolfgang von Goethe, Theater Konstanz – Regie: Wolfram Mehring
- 2007: Herr Puntila und sein Knecht Matti von Bertolt Brecht, Theater Konstanz – Regie: Wulf Twiehaus
- 2008: Anatevka von Joseph Stein, Jerry Bock und Sheldon Harnick, Theater Konstanz – Regie: Pavel Fieber
- 2008: Buddenbrooks nach Thomas Mann, Theater Dortmund – Regie: Hermann Schmidt-Rahmer
- 2009: Eines langen Tages Reise in die Nacht von Eugene O’Neill, Theater Dortmund – Regie: Michael Gruner
- 2009: Einsame Menschen von Gerhart Hauptmann, Theater Dortmund – Regie: Harald Clemen
- 2009: Nekrassow von Jean-Paul Sartre, Theater Dortmund – Regie: Philipp Preuss
- 2010: Der Traum ein Leben von Franz Grillparzer, Theater Dortmund – Regie: Anna Maria Krassnigg[4]
- 2011: Mc Family (über Charles Manson) von Philipp Preuss, Kosmos Theater Bregenz – Regie: Philipp Preuss
- 2011: Die Orestie von Aischylos, Städtische Bühnen Münster – Regie: Markus Kopf
- 2012: Romeo und Julia von William Shakespeare, Städtische Bühnen Münster – Regie: Markus Kopf[5]
- 2015: Die Kleine Seejungfrau von Johannes Galli, Galli Theater Berlin – Regie: Rainer Eckhardt
- 2016: Inspektor Campbells letzter Fall von Saul O’Hara, Berliner Kriminal Theater – Regie: Matti Wien
- 2017: Ein Mord wird angekündigt von Agatha Christie, Berliner Kriminal Theater – Regie: Wolfgang Rumpf
- 2018: Der Tod auf dem Nil von Agatha Christie, Berliner Kriminal Theater – Regie: Wolfgang Rumpf/Matti Wien

## Filmographie (Auswahl)
- 2018: Ich bin voller Hass und das liebe ich – Regie: Oliver Grüttner, dffb
- 2019, 2024: Gute Zeiten, schlechte Zeiten (Fernsehserie)